# Nerol
Nerol is een natuurlijk monoterpeen-alcohol met een frisse, bloem- en citroenachtige geur.
Nerol komt voor in diverse soorten etherische olie, zoals citroengrasolie, citronellaolie en immortelle olie. De naam is afkomstig van neroli-olie, de etherische olie van de bloesem van de bittere sinaasappelboom.
Nerol wordt vrijwel altijd synthetisch gemaakt uit pineen. Nerol is het cis-isomeer van geraniol. Het dehydreert gemakkelijk tot limoneen.